# Somatochlora
Somatochlora és un gènere d'odonats anisòpters de la família dels cordúlids. Els membres d'aquest gènere són libèl·lules de grandària mitjana amb cos fosc i lluentor verda metàl·lica. L'abdomen dels mascles és característic, amb els dos primers segments amb forma bulbosa, el tercer estret, i la resta amb forma de catxiporra, amb un final recte. L'excepció és S. boisei, que té la forma de les espècies del gènere Cordulia. Els exemplars de Somatochlora presenten normalment dues venes transversals entre la base de l'ala posterior i el triangle, mentre que els de Cordulia tenen només una vena transversal.

## Taxonomia
El gènere Somatochlora inclou 45 espècies:
- Somatochlora albicincta (Burmeister, 1839)
- Somatochlora alpestris (Selys, 1840)
- Somatochlora arctica (Zetterstedt, 1840)
- Somatochlora borisi Marinov, 2001
- Somatochlora brevicincta Robert, 1954
- Somatochlora calverti Williamson & Gloyd, 1933
- Somatochlora cingulata (Selys, 1871)
- Somatochlora clavata Oguma, 1922
- Somatochlora daviesi Lieftinck, 1977
- Somatochlora dido Needham, 1930
- Somatochlora elongata (Scudder, 1866)
- Somatochlora ensigera Martin, 1907
- Somatochlora exuberata Bartenef, 1912
- Somatochlora filosa (Hagen, 1861)
- Somatochlora flavomaculata (Vander Linden, 1825)
- Somatochlora forcipata (Scudder, 1866)
- Somatochlora franklini (Selys, 1878)
- Somatochlora georgiana Walker, 1925
- Somatochlora graeseri Selys, 1887
- Somatochlora hineana Williamson, 1931
- Somatochlora hudsonica (Hagen in Selys, 1871)
- Somatochlora incurvata Walker, 1918
- Somatochlora japonica Matsumura, 1911
- Somatochlora kennedyi Walker, 1918
- Somatochlora linearis (Hagen, 1861)
- Somatochlora lingyinensis Zhou & Wei, 1979
- Somatochlora margarita Donnelly, 1962
- Somatochlora metallica (Vander Linden, 1825)
- Somatochlora minor Calvert, 1898
- Somatochlora nepalensis Asahina, 1982
- Somatochlora ozarkensis Bird, 1933
- Somatochlora provocans Calvert, 1903
- Somatochlora relicta Belyshev, 1971
- Somatochlora sahlbergi Trybom, 1889
- Somatochlora semicircularis (Selys, 1871)
- Somatochlora septentrionalis (Hagen, 1861)
- Somatochlora shanxiensis Zhu & Zhang, 1999
- Somatochlora taiwana Inoue & Yokota, 2001
- Somatochlora tenebrosa (Say, 1839)
- Somatochlora tomentosa (Fabricius, 1775)
- Somatochlora uchidai Foerster, 1909
- Somatochlora viridiaenea (Uhler, 1858)
- Somatochlora walshii (Scudder, 1866)
- Somatochlora whitehousei Walker, 1925
- Somatochlora williamsoni Walker, 1907